# Pat Crawford Brown
Pat Crawford Brown (ur. 29 czerwca 1929 w Nowym Jorku, zm. 2 lipca 2019) – amerykańska aktorka filmowa i telewizyjna.

## Filmografia
- 2007: Norbit jako Kwiaciarka (Mrs. Henderson)
- 2005: Pomylona miłość (Crazylove) jako Starsza pani
- 2004 – 2008: Gotowe na wszystko (Desperate Housewives) jako Ida Greenberg
- 2003:	 Daredevil jako Miła starsza pani
- 2003: 	Arrested Development jako Starsza kobieta (gościnnie)
- 2003: 	A.U.S.A. jako Babcia (gościnnie)
- 2003: 	Skazani na siebie (Stuck on You) jako Mimmy
- 2001-2004: 	Babski oddział (Division, The) jako Pappy Johnson (gościnnie)
- 2001: 	Bernie Mac Show, The (gościnnie)
- 2001-2002: 	State of Grace (gościnnie)
- 2001: 	Medicine Show, The jako Pielęgniarka
- 2001: 	Woman Every Man Wants, The
- 2000-2002: 	Nikki jako Pani Hierbaum (gościnnie)
- 2000-2007: 	Kochane kłopoty (Gilmore Girls) jako Pani Cassini (gościnnie)
- 1998: 	Godson, The jako Toenail Lady
- 1998-1999: 	L.A. Doctors jako Starsza pacjentka (gościnnie)
- 1997: Alright Already jako Lina (gościnnie)
- 1997: 	Chicago Sons jako Kobieta (gościnnie)
- 1997-1998: 	Dusza człowiek (Soul Man) jako Gladys (gościnnie)
- 1996-2000: 	Portret zabójcy (Profiler) jako Siostra Mary (gościnnie)
- 1996: 	Faculty, The jako Alice Munson (gościnnie)
- 1996-2000: 	A teraz Susan (Suddenly Susan) jako Mildred / Freida (gościnnie)
- 1996-2000: 	Kameleon (Pretender, The) jako Millie Reynolds (gościnnie)
- 1996-1997: 	Mroczne niebo (Dark Skies) jako Clarice Brown (gościnnie)
- 1996-2002: 	Steve Harvey Show, The jako Panna Hirschfeld (gościnnie)
- 1996-2000: 	Malcolm & Eddie jako Tonya (gościnnie)
- 1996-2001: 	Trzecia planeta od słońca (3rd Rock from the Sun) jako Mrs. Larson (gościnnie)
- 1995-2004: 	The Drew Carey Show jako Pani Hopkins (gościnnie)
- 1994-1998: 	Ellen jako Rose (gościnnie)
- 1993: 	Bakersfield, P.D. jako Kobieta (gościnnie)
- 1993-2005: 	Nowojorscy gliniarze (NYPD Blue) jako Pani Klein (gościnnie)
- 1993: 	Wymyślona historia (Based on an Untrue Story) jako Judge
- 1993: 	Zakonnica w przebraniu 2: Powrót do habitu (Sister Act 2: Back in the Habit) jako Chórzysta
- 1992: 	Zakonnica w przebraniu (Sister Act) jako Chór
- 1992-1999: 	Szaleję za tobą (Mad About You) jako Sąsiadka (gościnnie)
- 1992: 	Szatańskie zabawki (Demonic Toys) jako pani Michaels
- 1991-1998: 	Krok za krokiem (Step by Step) jako Pani Hill (gościnnie)
- 1991-1999: 	Pan Złota Rączka (Home Improvement) jako Pani Kluzewsk (gościnnie)
- 1990-1996: 	Bajer z Bel-Air (Fresh Prince of Bel-Air, The) jako Pani / Pielęgniarka (gościnnie)
- 1990: 	Ponad światem (Gnome Named Gnorm, A) jako Mourner
- 1990-2000: 	Beverly Hills, 90210 (gościnnie)
- 1989-1997: 	Świat pana trenera (Coach) jako Mrs. Thorkelson (gościnnie)
- 1989: 	Cannibal Women in the Avocado Jungle of Death jako Sekretarka
- 1989-1997: 	Świat pana trenera (Coach) jako Alma Thorkelson (1989-1994)
- 1989-1993: 	Zagubiony w czasie (Quantum Leap) jako Kobieta (gościnnie)
- 1988-1995: 	Empty Nest jako Melba (gościnnie)
- 1988: 	Znów mieć 18 lat (18 Again!) jako Starsza dama
- 1988-1993: 	Cudowne lata (Wonder Years, The) jako Pani Ruebner (gościnnie)
- 1988: 	Elvira, władczyni ciemności (Elvira, Mistress of the Dark) jako Pani Meeker
- 1987-1997: 	Świat według Bundych (Married... with Children) jako Bingo Caller (gościnnie)
- 1986-1993: 	Designing Women jako Constance (1990) (gościnnie)
- 1986-1994: 	Prawnicy z Miasta Aniołów (L.A. Law) jako Przewodnicząca ławy przysięgłych (gościnnie)
- 1986-1995: 	Matlock jako Pani Burnett (1991) (gościnnie)
- 1985-1989: 	Na wariackich papierach (Moonlighting) jako Sprzątaczka (gościnnie)
- 1985-1989: 	Twilight Zone, The jako Pani Finnegan (1986) (gościnnie)
- 1984-1989: 	Autostrada do nieba (Highway to Heaven) jako Betty (gościnnie)
- 1979-1993: 	Knots Landing jako Właścicielka (gościnnie)